# Gran Premio de Bélgica de Motociclismo
El Gran Premio de Bélgica de Motociclismo es una carrera de motociclismo de velocidad que formó parte del Campeonato Mundial de Motociclismo desde 1949 hasta 1990, con 1987 como única excepción. Hasta 1978, la carrera se disputó en Spa-Francorchamps en su variante original de 14 km. las demás ediciones tuvieron lugar en el trazado moderno de 7 km, excepto en 1980, que se corrió en Zolder.

## Ganadores del Gran Premio de Bélgica de Motociclismo

### Ganadores múltiples (pilotos)
| # Victorias | Piloto               | Victorias | Victorias                                      |
| # Victorias | Piloto               | Categoría | Años Ganador                                   |
| ----------- | -------------------- | --------- | ---------------------------------------------- |
| 8           | Giacomo Agostini     | 500 cc    | 1966, 1967, 1968, 1969, 1970, 1971, 1972, 1973 |
| 6           | John Surtees         | 500 cc    | 1956, 1958, 1959, 1960                         |
| 6           | John Surtees         | 350 cc    | 1956, 1958                                     |
| 6           | Ángel Nieto          | 125 cc    | 1970, 1972, 1974, 1976, 1980                   |
| 6           | Ángel Nieto          | 50 cc     | 1972                                           |
| 5           | Wal Handley          | 500 cc    | 1934                                           |
| 5           | Wal Handley          | 350 cc    | 1925, 1929                                     |
| 5           | Wal Handley          | 250 cc    | 1923, 1933                                     |
| 5           | Jimmie Guthrie       | 500 cc    | 1935, 1936, 1937                               |
| 5           | Jimmie Guthrie       | 350 cc    | 1931, 1933                                     |
| 5           | Mike Hailwood        | 500 cc    | 1962, 1963, 1964, 1965                         |
| 5           | Mike Hailwood        | 350 cc    | 1966                                           |
| 4           | Jimmie Simpson       | 500 cc    | 1926                                           |
| 4           | Jimmie Simpson       | 350 cc    | 1927, 1932, 1934                               |
| 4           | Arthur Geiß          | 250 cc    | 1935, 1936                                     |
| 4           | Arthur Geiß          | 175 cc    | 1927, 1928                                     |
| 4           | Ted Mellors          | 350 cc    | 1936, 1939                                     |
| 4           | Ted Mellors          | 250 cc    | 1931, 1932                                     |
| 4           | Geoff Duke           | 500 cc    | 1951, 1954                                     |
| 4           | Geoff Duke           | 350 cc    | 1951, 1952                                     |
| 4           | Carlo Ubbiali        | 250 cc    | 1956, 1960                                     |
| 4           | Carlo Ubbiali        | 125 cc    | 1956, 1959                                     |
| 4           | Freddie Spencer      | 500 cc    | 1982, 1984, 1985                               |
| 4           | Freddie Spencer      | 250 cc    | 1985                                           |
| 3           | Jock Porter          | 250 cc    | 1925, 1926, 1929                               |
| 3           | Syd Crabtree         | 250 cc    | 1927, 1928, 1930                               |
| 3           | Stanley Woods        | 500 cc    | 1927, 1931, 1932                               |
| 3           | Yvan Goor            | 175 cc    | 1930, 1933, 1934                               |
| 3           | John White           | 350 cc    | 1935, 1937, 1938                               |
| 3           | Umberto Masetti      | 500 cc    | 1950, 1952, 1953                               |
| 3           | Ernst Degner         | 125 cc    | 1960                                           |
| 3           | Ernst Degner         | 50 cc     | 1962, 1965                                     |
| 3           | Phil Read            | 500 cc    | 1974, 1975                                     |
| 3           | Phil Read            | 250 cc    | 1968                                           |
| 3           | Anton Mang           | 250 cc    | 1980, 1981, 1982                               |
| 3           | Ricardo Tormo        | 125 cc    | 1982                                           |
| 3           | Ricardo Tormo        | 50 cc     | 1978, 1981                                     |
| 2           | Geoff Davison        | 250 cc    | 1922                                           |
| 2           | Geoff Davison        | 175 cc    | 1924                                           |
| 2           | Alec Bennett         | 500 cc    | 1924, 1925                                     |
| 2           | Charlie Dodson       | 500 cc    | 1928, 1929                                     |
| 2           | Eric Fernihough      | 175 cc    | 1931, 1932                                     |
| 2           | Henry Tyrell-Smith   | 500 cc    | 1930                                           |
| 2           | Henry Tyrell-Smith   | 250 cc    | 1934                                           |
| 2           | Ewald Kluge          | 250 cc    | 1938, 1939                                     |
| 2           | Georg Meier          | 500 cc    | 1938, 1939                                     |
| 2           | Bob Foster           | 350 cc    | 1948, 1950                                     |
| 2           | Luigi Taveri         | 125 cc    | 1961, 1962                                     |
| 2           | Jim Redman           | 350 cc    | 1961, 1965                                     |
| 2           | Hans Georg Anscheidt | 50 cc     | 1967, 1968                                     |
| 2           | Jan de Vries         | 50 cc     | 1971, 1973                                     |
| 2           | Barry Sheene         | 500 cc    | 1977                                           |
| 2           | Barry Sheene         | 125 cc    | 1971                                           |
| 2           | Walter Villa         | 250 cc    | 1976, 1977                                     |
| 2           | Pier Paolo Bianchi   | 125 cc    | 1977, 1978                                     |
| 2           | Paolo Pileri         | 250 cc    | 1978                                           |
| 2           | Paolo Pileri         | 125 cc    | 1975                                           |
| 2           | Barry Smith          | 125 cc    | 1979                                           |
| 2           | Barry Smith          | 50 cc     | 1969                                           |
| 2           | Eugenio Lazzarini    | 125 cc    | 1983                                           |
| 2           | Eugenio Lazzarini    | 50 cc     | 1977                                           |
| 2           | Stefan Dörflinger    | 80 cc     | 1984                                           |
| 2           | Stefan Dörflinger    | 50 cc     | 1980                                           |
| 2           | Randy Mamola         | 500 cc    | 1980, 1986                                     |
| 2           | Sito Pons            | 250 cc    | 1986, 1988                                     |
| 2           | Hans Spaan           | 125 cc    | 1989, 1990                                     |
| 1           | Johnny Cecotto       | 250 cc    | 1978                                           |

### Ganadores múltiples (constructores)
| # Victorias | Constructor      | Victorias | Victorias |
| # Victorias | Constructor      | Categoría | Años ganador |
| ----------- | ---------------- | --------- | --- |
| 26          | MV Agusta        | 500 cc    | 1956, 1958, 1959, 1960, 1961, 1962, 1963, 1964, 1965, 1966, 1967, 1968, 1969, 1970, 1971, 1972, 1973, 1974, 1975 |
| 26          | MV Agusta        | 350 cc    | 1956, 1958 |
| 26          | MV Agusta        | 250 cc    | 1956, 1957, 1960                                                                                                 |
| 26          | MV Agusta        | 125 cc    | 1956, 1959 |
| 24          | Norton           | 500 cc    | 1921, 1924, 1925, 1927, 1931, 1932, 1933, 1934, 1935, 1936, 1937, 1947, 1948, 1951                               |
| 24          | Norton           | 350 cc    | 1931, 1932, 1933, 1934, 1935, 1937, 1938, 1947, 1951, 1952                                                       |
| 16          | Honda            | 500 cc    | 1982, 1984, 1985                                                                                                 |
| 16          | Honda            | 250 cc    | 1961, 1962, 1965, 1966, 1985, 1986, 1988, 1989                                                                   |
| 16          | Honda            | 125 cc    | 1961, 1962, 1989, 1990                                                                                           |
| 16          | Honda            | 50 cc     | 1964 |
| 15          | Yamaha           | 500 cc    | 1983, 1986, 1988, 1989, 1990                                                                                     |
| 15          | Yamaha           | 250 cc    | 1963, 1964, 1967, 1968, 1970, 1972, 1973, 1974, 1975, 1990                                                       |
| 14          | Suzuki           | 500 cc    | 1976, 1977, 1978, 1979, 1980, 1981                                                                               |
| 14          | Suzuki           | 125 cc    | 1963, 1971 |
| 14          | Suzuki           | 50 cc     | 1962, 1963, 1965, 1967, 1968, 1971                                                                               |
| 10          | DKW              | 250 cc    | 1935, 1936, 1937, 1938, 1939                                                                                     |
| 10          | DKW              | 175 cc    | 1927, 1928, 1930, 1937, 1938                                                                                     |
| 6           | Gilera           | 500 cc    | 1950, 1952, 1953, 1954, 1955, 1957                                                                               |
| 6           | Moto Guzzi       | 350 cc    | 1953, 1954, 1955, 1957                                                                                           |
| 6           | Moto Guzzi       | 250 cc    | 1933, 1947 |
| 6           | Kreidler         | 50 cc     | 1973, 1974, 1975, 1976, 1977, 1980                                                                               |
| 6           | Derbi            | 125 cc    | 1970, 1972, 1974, 1988                                                                                           |
| 6           | Derbi            | 50 cc     | 1969, 1972 |
| 5           | Velocette        | 350 cc    | 1936, 1939, 1948, 1949, 1950                                                                                     |
| 5           | Kawasaki         | 250 cc    | 1979, 1980, 1981, 1982                                                                                           |
| 5           | Kawasaki         | 125 cc    | 1969 |
| 4           | AJS              | 500 cc    | 1926, 1949 |
| 4           | AJS              | 350 cc    | 1926, 1927 |
| 4           | Excelsior        | 250 cc    | 1928, 1930 |
| 4           | Excelsior        | 175 cc    | 1931, 1932 |
| 4           | Morbidelli       | 250 cc    | 1978 |
| 4           | Morbidelli       | 125 cc    | 1975, 1977, 1979                                                                                                 |
| 3           | New Gerrard      | 250 cc    | 1925, 1926, 1929                                                                                                 |
| 3           | Rudge            | 500 cc    | 1930 |
| 3           | Rudge            | 350 cc    | 1930 |
| 3           | Rudge            | 250 cc    | 1934 |
| 3           | Bultaco          | 125 cc    | 1976 |
| 3           | Bultaco          | 50 cc     | 1978, 1981 |
| 2           | Levis            | 250 cc    | 1922 |
| 2           | Levis            | 175 cc    | 1924 |
| 2           | PA-Blackburne    | 350 cc    | 1924 |
| 2           | PA-Blackburne    | 250 cc    | 1924 |
| 2           | Rex-Acme         | 350 cc    | 1925 |
| 2           | Rex-Acme         | 250 cc    | 1923 |
| 2           | Ready-Blackburne | 175 cc    | 1925, 1926 |
| 2           | Sunbeam          | 500 cc    | 1928, 1929 |
| 2           | New Imperial     | 250 cc    | 1931, 1932 |
| 2           | Benelli          | 175 cc    | 1933, 1934 |
| 2           | BMW              | 500 cc    | 1938, 1939 |
| 2           | MZ               | 250 cc    | 1971 |
| 2           | MZ               | 125 cc    | 1960 |
| 2           | Harley-Davidson  | 250 cc    | 1976, 1977 |
| 2           | Minarelli        | 125 cc    | 1978, 1980 |
| 2           | Garelli          | 125 cc    | 1983, 1985 |

### Por año
Nota: las ediciones que no formaron parte del Campeonato Mundial de Motociclismo tienen fondo rosa.
| Año  | Circuito          | 125 cc     | 125 cc      | 250 cc        | 250 cc      | 500 cc       | 500 cc      |
| Año  | Circuito          | Piloto     | Constructor | Piloto        | Constructor | Piloto       | Constructor |
| ---- | ----------------- | ---------- | ----------- | ------------- | ----------- | ------------ | ----------- |
| 1990 | Spa-Francorchamps | Hans Spaan | Honda       | John Kocinski | Yamaha      | Wayne Rainey | Yamaha      |

| Año  | Circuito          | 80 cc             | 80 cc       | 125 cc               | 125 cc      | 250 cc             | 250 cc            | 500 cc          | 500 cc      |
| Año  | Circuito          | Piloto            | Constructor | Piloto               | Constructor | Piloto             | Constructor       | Piloto          | Constructor |
| ---- | ----------------- | ----------------- | ----------- | -------------------- | ----------- | ------------------ | ----------------- | --------------- | ----------- |
| 1989 | Spa-Francorchamps |                   |             | Hans Spaan           | Honda       | Jacques Cornu      | Honda             | Eddie Lawson    | Yamaha      |
| 1988 | Spa-Francorchamps |                   |             | Jorge Martínez Aspar | Derbi       | Sito Pons          | Honda             | Wayne Gardner   | Yamaha      |
| 1986 | Spa-Francorchamps |                   |             | Domenico Brigaglia   | Ducados-MBA | Sito Pons          | Honda             | Randy Mamola    | Yamaha      |
| 1985 | Spa-Francorchamps |                   |             | Fausto Gresini       | Garelli     | Freddie Spencer    | Honda             | Freddie Spencer | Honda       |
| 1984 | Spa-Francorchamps | Stefan Dörflinger | Zündapp     |                      |             | Manfred Herweh     | Real-Rotax        | Freddie Spencer | Honda       |
| Año  | Circuito          | 50 cc             | 50 cc       | 125 cc               | 125 cc      | 250 cc             | 250 cc            | 500 cc          | 500 cc      |
| Año  | Circuito          | Piloto            | Constructor | Piloto               | Constructor | Piloto             | Constructor       | Piloto          | Constructor |
| 1983 | Spa-Francorchamps |                   |             | Eugenio Lazzarini    | Garelli     | Didier de Radiguès | Chevallier-Yamaha | Kenny Roberts   | Yamaha      |

| Año  | Circuito          | 50 cc                | 50 cc       | 125 cc             | 125 cc      | 250 cc           | 250 cc          | 350 cc          | 350 cc      | 500 cc            | 500 cc      |
| Año  | Circuito          | Piloto               | Constructor | Piloto             | Constructor | Piloto           | Constructor     | Piloto          | Constructor | Piloto            | Constructor |
| ---- | ----------------- | -------------------- | ----------- | ------------------ | ----------- | ---------------- | --------------- | --------------- | ----------- | ----------------- | ----------- |
| 1982 | Spa-Francorchamps |                      |             | Ricardo Tormo      | Sanvenero   | Anton Mang       | Kawasaki        |                 |             | Freddie Spencer   | Honda       |
| 1981 | Spa-Francorchamps | Ricardo Tormo        | Bultaco     |                    |             | Anton Mang       | Kawasaki        |                 |             | Marco Lucchinelli | Suzuki      |
| 1980 | Zolder            | Stefan Dörflinger    | Kreidler    | Ángel Nieto        | Minarelli   | Anton Mang       | Kawasaki        |                 |             | Randy Mamola      | Suzuki      |
| 1979 | Spa-Francorchamps | Henk van Kessel      | Sparta      | Barry Smith        | Morbidelli  | Edi Stöllinger   | Kawasaki        |                 |             | Dennis Ireland    | Suzuki      |
| 1978 | Spa-Francorchamps | Ricardo Tormo        | Bultaco     | Pier Paolo Bianchi | Minarelli   | Paolo Pileri     | Morbidelli      |                 |             | Wil Hartog        | Suzuki      |
| 1977 | Spa-Francorchamps | Eugenio Lazzarini    | Kreidler    | Pier Paolo Bianchi | Morbidelli  | Walter Villa     | Harley-Davidson |                 |             | Barry Sheene      | Suzuki      |
| 1976 | Spa-Francorchamps | Herbert Rittberger   | Kreidler    | Ángel Nieto        | Bultaco     | Walter Villa     | Harley-Davidson |                 |             | John Williams     | Suzuki      |
| 1975 | Spa-Francorchamps | Julien van Zeebroeck | Kreidler    | Paolo Pileri       | Morbidelli  | Johnny Cecotto   | Yamaha          |                 |             | Phil Read         | MV Agusta   |
| 1974 | Spa-Francorchamps | Gerhard Thurow       | Kreidler    | Ángel Nieto        | Derbi       | Kent Andersson   | Yamaha          |                 |             | Phil Read         | MV Agusta   |
| 1973 | Spa-Francorchamps | Jan de Vries         | Kreidler    | Jos Schurgers      | Bridgestone | Teuvo Länsivuori | Yamaha          |                 |             | Giacomo Agostini  | MV Agusta   |
| 1972 | Spa-Francorchamps | Ángel Nieto          | Derbi       | Ángel Nieto        | Derbi       | Jarno Saarinen   | Yamaha          |                 |             | Giacomo Agostini  | MV Agusta   |
| 1971 | Spa-Francorchamps | Jan de Vries         | Suzuki      | Barry Sheene       | Suzuki      | Silvio Grassetti | MZ              |                 |             | Giacomo Agostini  | MV Agusta   |
| 1970 | Spa-Francorchamps | Aalt Toersen         | Jamathi     | Ángel Nieto        | Derbi       | Rod Gould        | Yamaha          |                 |             | Giacomo Agostini  | MV Agusta   |
| 1969 | Spa-Francorchamps | Barry Smith          | Derbi       | Dave Simmonds      | Kawasaki    | Santiago Herrero | OSSA            |                 |             | Giacomo Agostini  | MV Agusta   |
| 1968 | Spa-Francorchamps | Hans-Georg Anscheidt | Suzuki      |                    |             | Phil Read        | Yamaha          |                 |             | Giacomo Agostini  | MV Agusta   |
| 1967 | Spa-Francorchamps | Hans-Georg Anscheidt | Suzuki      |                    |             | Bill Ivy         | Yamaha          |                 |             | Giacomo Agostini  | MV Agusta   |
| 1966 | Spa-Francorchamps |                      |             |                    |             | Mike Hailwood    | Honda           |                 |             | Giacomo Agostini  | MV Agusta   |
| 1965 | Spa-Francorchamps | Ernst Degner         | Suzuki      |                    |             | Jim Redman       | Honda           |                 |             | Mike Hailwood     | MV Agusta   |
| 1964 | Spa-Francorchamps | Ralph Bryans         | Honda       |                    |             | Mike Duff        | Yamaha          |                 |             | Mike Hailwood     | MV Agusta   |
| 1963 | Spa-Francorchamps | Isao Morishita       | Suzuki      | Bert Schneider     | Suzuki      | Fumio Ito        | Yamaha          |                 |             | Mike Hailwood     | MV Agusta   |
| 1962 | Spa-Francorchamps | Ernst Degner         | Suzuki      | Luigi Taveri       | Honda       | Bob McIntyre     | Honda           |                 |             | Mike Hailwood     | MV Agusta   |
| Año  | Circuito          |                      |             | 125 cc             | 125 cc      | 250 cc           | 250 cc          | 350 cc          | 350 cc      | 500 cc            | 500 cc      |
| Año  | Circuito          |                      |             | Piloto             | Constructor | Piloto           | Constructor     | Piloto          | Constructor | Piloto            | Constructor |
| 1961 | Spa-Francorchamps |                      |             | Luigi Taveri       | Honda       | Jim Redman       | Honda           |                 |             | Gary Hocking      | MV Agusta   |
| 1960 | Spa-Francorchamps |                      |             | Ernst Degner       | MZ          | Carlo Ubbiali    | MV Agusta       |                 |             | John Surtees      | MV Agusta   |
| 1959 | Spa-Francorchamps |                      |             | Carlo Ubbiali      | MV Agusta   |                  |                 |                 |             | John Surtees      | MV Agusta   |
| 1958 | Spa-Francorchamps |                      |             | Alberto Gandossi   | Ducati      |                  |                 | John Surtees    | MV Agusta   | John Surtees      | MV Agusta   |
| 1957 | Spa-Francorchamps |                      |             | Tarquinio Provini  | FB Mondial  | John Hartle      | MV Agusta       | Keith Campbell  | Moto Guzzi  | Libero Liberati   | Gilera      |
| 1956 | Spa-Francorchamps |                      |             | Carlo Ubbiali      | MV Agusta   | Carlo Ubbiali    | MV Agusta       | John Surtees    | MV Agusta   | John Surtees      | MV Agusta   |
| 1955 | Spa-Francorchamps |                      |             |                    |             |                  |                 | Bill Lomas      | Moto Guzzi  | Giuseppe Colnago  | Gilera      |
| 1954 | Spa-Francorchamps |                      |             |                    |             |                  |                 | Ken Kavanagh    | Moto Guzzi  | Geoff Duke        | Gilera      |
| 1953 | Spa-Francorchamps |                      |             |                    |             |                  |                 | Fergus Anderson | Moto Guzzi  | Umberto Masetti   | Gilera      |
| 1952 | Spa-Francorchamps |                      |             |                    |             |                  |                 | Geoff Duke      | Norton      | Umberto Masetti   | Gilera      |
| 1951 | Spa-Francorchamps |                      |             |                    |             |                  |                 | Geoff Duke      | Norton      | Geoff Duke        | Norton      |
| 1950 | Spa-Francorchamps |                      |             |                    |             |                  |                 | Bob Foster      | Velocette   | Umberto Masetti   | Gilera      |
| 1949 | Spa-Francorchamps |                      |             |                    |             |                  |                 | Freddie Frith   | Velocette   | Bill Doran        | AJS         |
| 1948 | Spa-Francorchamps |                      |             |                    |             |                  |                 | Bob Foster      | Velocette   | Johnny Lockett    | Norton      |
| 1947 | Spa-Francorchamps |                      |             |                    |             | Bruno Francisci  | Moto Guzzi      | Ken Bills       | Norton      | Harold Daniell    | Norton      |

| Año  | Circuito          | 175 cc              | 175 cc           | 250 cc             | 250 cc        | 350 cc         | 350 cc                 | 500 cc             | 500 cc      |
| Año  | Circuito          | Piloto              | Constructor      | Piloto             | Constructor   | Piloto         | Constructor            | Piloto             | Constructor |
| ---- | ----------------- | ------------------- | ---------------- | ------------------ | ------------- | -------------- | ---------------------- | ------------------ | ----------- |
| 1939 | Spa-Francorchamps |                     |                  | Ewald Kluge        | DKW           | Ted Mellors    | Velocette              | Georg Meier        | BMW         |
| 1938 | Spa-Francorchamps | Léon Neumann        | DKW              | Ewald Kluge        | DKW           | John White     | Norton                 | Georg Meier        | BMW         |
| 1937 | Spa-Francorchamps | Bernhard Petruschke | DKW              | Walfried Winkler   | DKW           | John White     | Norton                 | Jimmie Guthrie     | Norton      |
| 1936 | Floreffe          | Jean Térigi         | MM               | Arthur Geiß        | DKW           | Ted Mellors    | Velocette              | Jimmie Guthrie     | Norton      |
| 1935 | Spa-Francorchamps | Maurice van Geert   | Rush-Python      | Arthur Geiß        | DKW           | John White     | Norton                 | Jimmie Guthrie     | Norton      |
| 1934 | Spa-Francorchamps | Yvan Goor           | Benelli          | Henry Tyrell-Smith | Rudge         | Jimmie Simpson | Norton                 | Wal Handley        | Norton      |
| 1933 | Spa-Francorchamps | Yvan Goor           | Benelli          | Wal Handley        | Moto Guzzi    | Jimmie Guthrie | Norton                 | Tim Hunt           | Norton      |
| 1932 | Spa-Francorchamps | Eric Fernihough     | Excelsior        | Ted Mellors        | New Imperial  | Jimmie Simpson | Norton                 | Stanley Woods      | Norton      |
| 1931 | Spa-Francorchamps | Eric Fernihough     | Excelsior        | Ted Mellors        | New Imperial  | Jimmie Guthrie | Norton                 | Stanley Woods      | Norton      |
| 1930 | Spa-Francorchamps | Yvan Goor           | DKW              | Syd Crabtree       | Excelsior     | Ernie Nott     | Rudge                  | Henry Tyrell-Smith | Rudge       |
| 1929 | Spa-Francorchamps | Bert Kershaw        | James            | Jock Porter        | New Gerrard   | Wal Handley    | Motosacoche            | Charlie Dodson     | Sunbeam     |
| 1928 | Spa-Francorchamps | Arthur Geiß         | DKW              | Syd Crabtree       | Excelsior     | J. Treborg     | La Mondiale-Blackburne | Charlie Dodson     | Sunbeam     |
| 1927 | Spa-Francorchamps | Arthur Geiß         | DKW              | Syd Crabtree       | Crabtree-JAP  | Jimmie Simpson | AJS                    | Stanley Woods      | Norton      |
| 1926 | Spa-Francorchamps | René Milhoux        | Ready-Blackburne | Jock Porter        | New Gerrard   | Frank Longman  | AJS                    | Jimmie Simpson     | AJS         |
| 1925 | Spa-Francorchamps | Norbert Vanneste    | Ready-Blackburne | Jock Porter        | New Gerrard   | Wal Handley    | Rex-Acme               | Alec Bennett       | Norton      |
| 1924 | Spa-Francorchamps | Geoff Davison       | Levis            | Bert Taylor        | PA-Blackburne | Paddy Johnston | PA-Blackburne          | Alec Bennett       | Norton      |
| 1923 | Dinant-Feschaux   |                     |                  | Wal Handley        | Rex-Acme      | Jean Huynen    | FN                     | Freddie Dixon      | Indian      |
| 1922 | Spa-Francorchamps |                     |                  | Geoff Davison      | Levis         | E. Remington   | Rush-Blackburne        | Gaston Antoine     | Triumph     |
| 1921 | Spa-Francorchamps |                     |                  |                    |               | René Kieken    | Gillet                 | Hubert Hassall     | Norton      |